# Levantamento de dois de maio

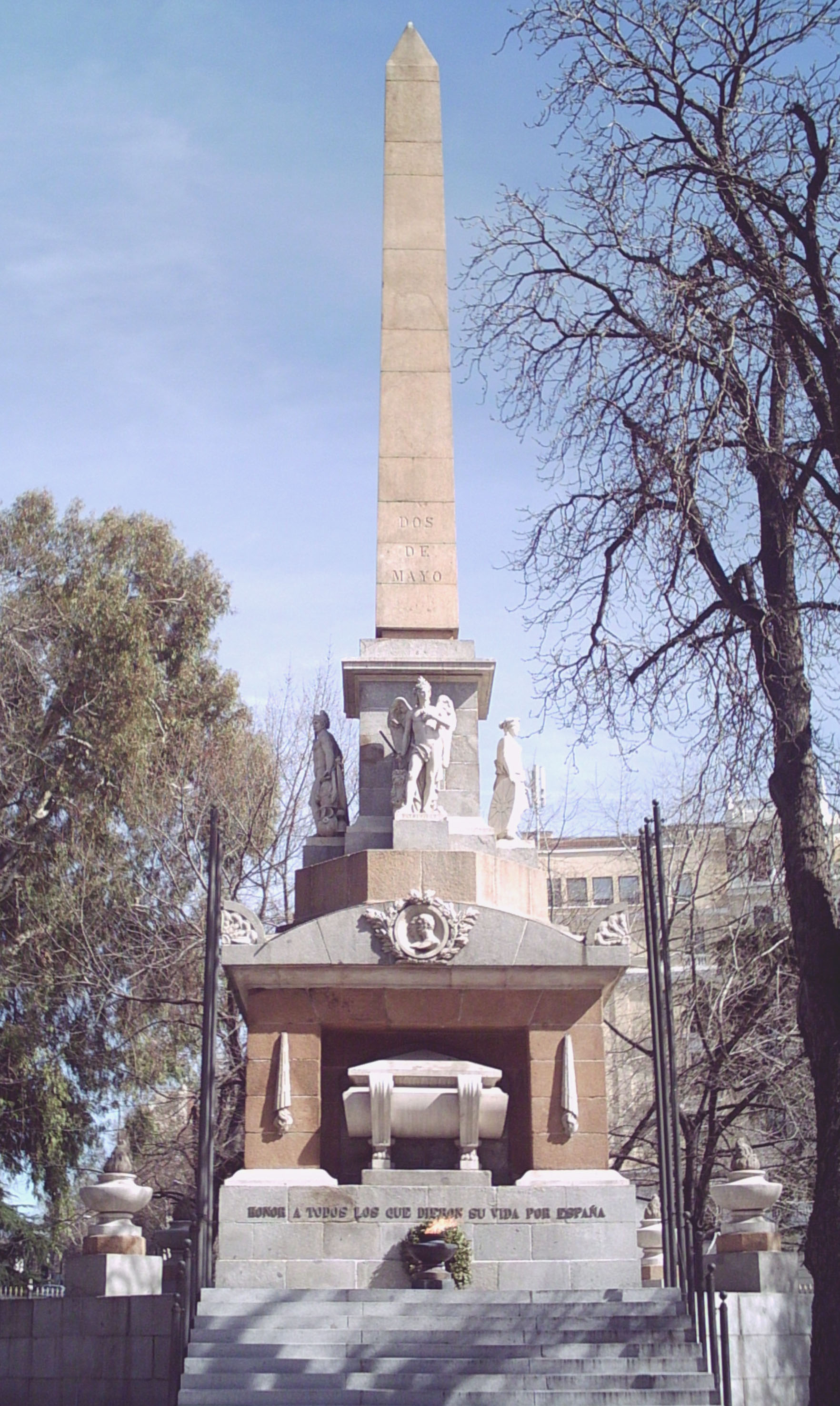
Monumento aos Heróis de Dois de Maio, inaugurado em Madrid em 1840.

O Levantamento de 2 de maio, ocorrido em 1808, foi uma sequência de fatos violentos acontecidos em Madrid (Espanha) naquele dia, surgidos pelo protesto popular frente à situação de incerteza política gerada após o Motim de Aranjuez. Reprimido o protesto contra as forças napoleónicas presentes na cidade, estendeu-se por toda a Espanha uma onda de indignação e apelos públicos à insurreição armada que terminariam na Guerra de Independência Espanhola.

## História

### Antecedentes
Após a assinatura do Tratado de Fontainebleau a 27 de outubro de 1807 e a consequente entrada na Espanha das tropas aliadas francesas a caminho de Portugal, e os acontecimentos do Motim de Aranjuez a 17 de março de 1808, Madrid foi ocupada pelas tropas do general Murat a 23 de março. No dia seguinte, ocorreu a entrada triunfal na cidade de Fernando VII e de seu pai, Carlos IV, que acabava de ser forçado a abdicar a favor do filho. Ambos foram obrigados a deslocar-se, para se reunir com Napoleão, para Bayonne (sudoeste de França), onde aconteceria o fato histórico conhecido como as Abdicações de Bayonne, que deixarão o trono da Espanha nas mãos do irmão do imperador, José Bonaparte.
Enquanto isso, em Madrid foi constituída uma Junta de Governo como representação do rei Fernando VII. Contudo, o poder efetivo ficou nas mãos de Murat, o qual reduziu a Junta a um mero títere, simples espectador dos acontecimentos. A 27 de abril Murat solicitou, supostamente em nome de Carlos IV, a autorização para a transferência para Bayonne dos dois filhos deste que ficaram na cidade, Maria Luísa, rainha de Etrúria, e o infante Francisco de Paula. Se bem que a Junta a princípio tenha recusado, após uma reunião na noite de 1 para 2 de maio, e perante as instruções de Fernando VII chegadas através de um emissário vindo de Bayonne, finalmente cedeu.

### "Vão levá-lo!" (Que lo llevan!)

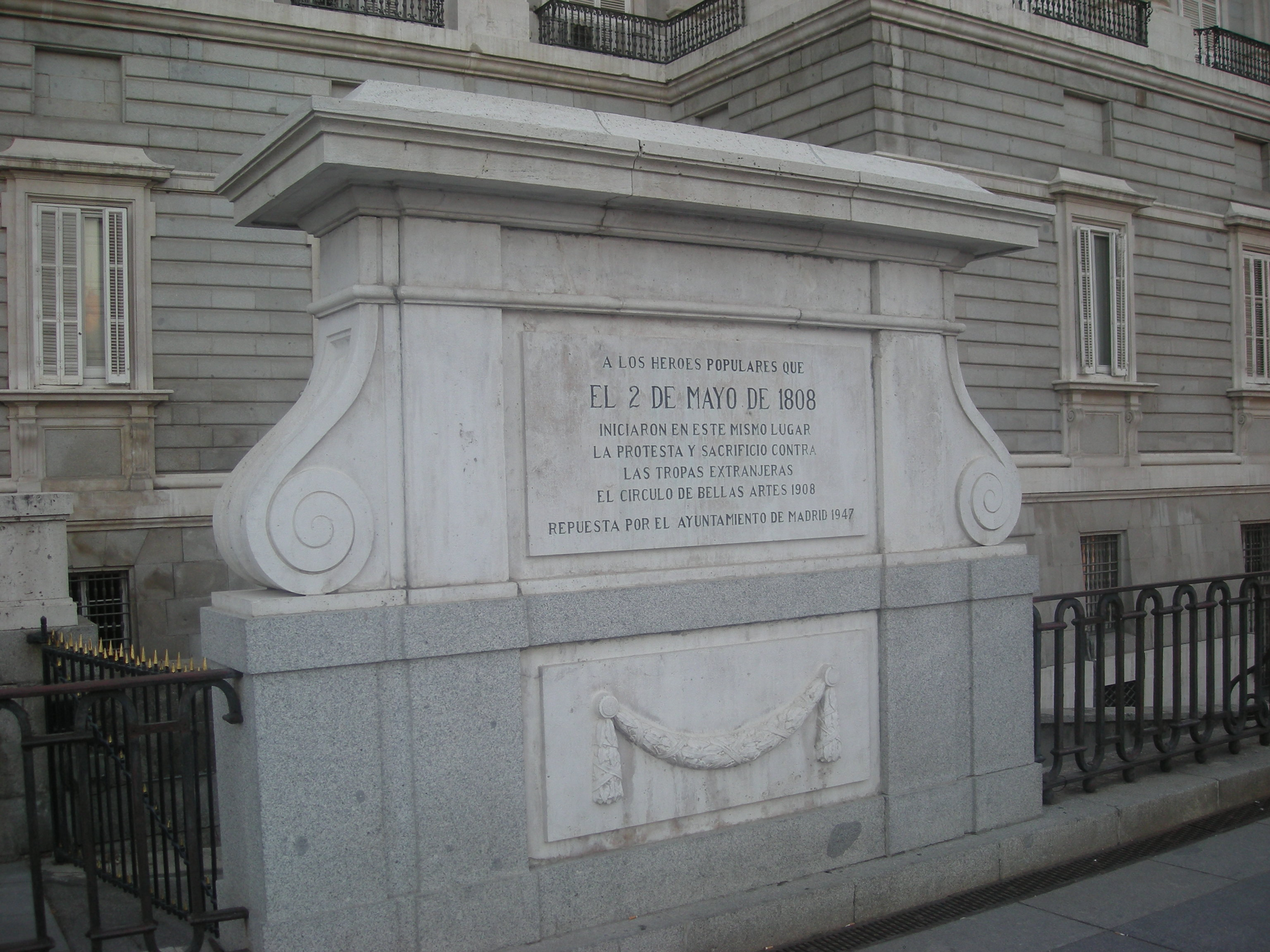
Homenagem ao 2 de Maio frente ao Palácio Real.

A  2 de maio de 1808, no início da manhã, a multidão começou a concentrar-se frente ao Palácio Real. A multidão viu como os soldados franceses tiravam do palácio o infante Francisco de Paula, pelo qual, ao grito de José Blas de Molina "Vão levá-lo!", o gentio tentou assaltar o palácio. O infante assomou-se a uma varanda, provocando que aumentasse o bulício na praça. Este tumulto foi aproveitado por Murat, que rapidamente mandou Guardas Imperiais ao palácio, acompanhados por artilharia, que disparou contra da multidão. Ao desejo do povo de impedir a saída do infante, uniu-se o de vingar os mortos e o de se desfazer dos franceses. Com estes sentimentos, a luta estendeu-se por Madrid.

### A luta das ruas
Os madrilenhos começaram assim um levantamento popular espontâneo, mas em gestação desde a entrada no país das tropas francesas, improvisando soluções para as necessidades da luta nas ruas. Constituíram-se assim partidas de bairro comandadas por caudilhos espontâneos; procurou-se o aprovisionamento de armas, pois a princípio as únicas de que dispuseram foram navalhas; compreendeu-se a necessidade de impedir a entrada na cidade de novas tropas francesas.
Tudo isto não foi suficiente e Murat pôde pôr em prática uma tática tão simples quanto eficaz. Quando os madrilenhos quiseram tomar as portas da cerca da cidade para impedir a chegada das forças francesas acantonadas nas suas cercanias, o grosso das tropas de Murat (cerca de 30 000 homens) já penetrara, fazendo um movimento concêntrico para se dirigir para o centro. Porém, as pessoas continuaram lutando durante toda a jornada utilizando qualquer objeto susceptível de ser utilizado como arma... Assim, os esfaqueamentos, degolações e detenções sucederam-se numa jornada sangrenta. Mamelucos e lanceiros napoleónicos extremaram a sua crueldade contra a população e vários centos de madrilenos, homens e mulheres, bem como soldados franceses, faleceram na refrega. Francisco de Goya refletiria anos depois estas lutas, na sua famosa pintura A Carga dos Mamelucos.
Embora a resistência ao avanço francês fosse muito mais eficaz do que Murat tinha previsto, especialmente na Puerta de Toledo, na Puerta del Sol e no Parque de Artilharia de Monteleón, a sua operação de cerco permitiu submeter Madrid a jurisdição militar e pôr sob as suas ordens a Junta de Governo. Pouco a pouco, os focos de resistência popular foram caindo.

### Daoíz e Velarde

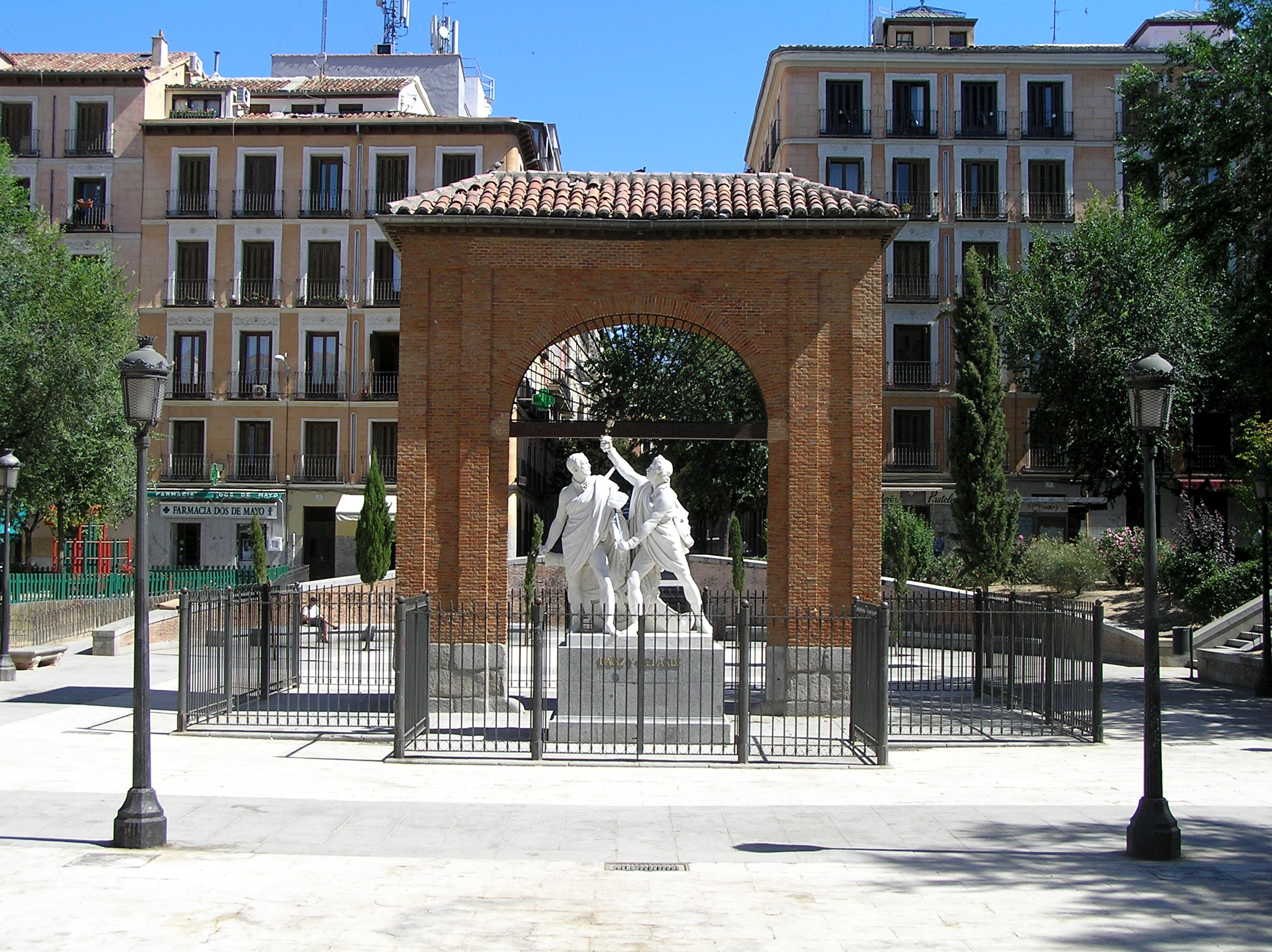
Monumento a Daoiz e Velarde, na Praça do 2 de Maio de Madrid. Obra de Antonio Sola. O arco é a antiga porta do Quartel de Monteleón.

Enquanto se desenvolvia a luta, os militares espanhóis permaneceram, seguindo ordens do capitão-general Francisco Javier Negrete, aquartelados e passivos. Somente os artilheiros do parque de Artilharia situado no Palácio de Monteleón desobedeceram ás ordens e uniram-se à insurreição. Os heróis de maior graduação foram os capitães Luis Daoíz, que assumiu o comando dos insurretos por ser o mais veterano, e Pedro Velarde. Com os seus homens encerraram-se no Parque de Artilharia de Monteleón e, após repelirem uma primeira ofensiva francesa comandada pelo general Lefranc, morreram lutando heroicamente perante os reforços enviados por Murat.

### Os levantados em armas
Dois de maio não foi a rebelião do Estado espanhol contra os franceses, mas a das classes populares de Madrid contra o ocupante tolerado (por indiferença, medo ou interesse) por grande quantidade de membros da Administração. De fato, a entrada das tropas francesas fora legal, ao abrigo do Tratado de Fontainebleau, cujos limites rapidamente ultrapassaram, excedendo o permitido e ocupando praças que não estavam no caminho para Portugal, o seu suposto objetivo. A Carga dos Mamelucos supracitada, apresenta as principais características da luta: profissionais perfeitamente equipados (os mamelucos ou os coiraceiros) frente a uma multidão praticamente desarmada; presença ativa no combate de mulheres, muitas das quais perderam a vida (Manuela Malasaña ou Clara del Rey).

### A repressão

Três de Maio de 1808 em Madrid: os fuzilamentos na montanha do Príncipe Pío, de Francisco de Goya. Museu do Prado

A repressão foi cruel. Murat, para quem não foi suficiente aplacar o levantamento, concebeu três objetivos: controlar a administração e o exército espanhol, aplicar um rigoroso castigo aos rebeldes para exemplo de todos os espanhóis e afirmar que era ele quem governava Espanha. Na tarde de 2 de maio assinou um decreto que criou uma comissão militar, presidida pelo general Grouchy, para sentenciar à morte todos quantos fossem colhidos com armas na mão ("Serão arcabuzeados (fusilados) todos quantos durante a rebelião forem presos com armas").
O Conselho de Castela publicou uma proclamação que declarou ilícita qualquer reunião em sítios públicos e foi ordenada a entrega de todas as armas, brancas ou de fogo. Militares espanhóis colaboraram com Grouchy na comissão militar. Nestes primeiros momentos, as classes ricas pareceram preferir o triunfo das armas de Murat ao dos patriotas, compostos unicamente pelas classes populares.
No salão do Prado e nos campos de La Moncloa centenas de espanhóis foram fuzilados. Cerca de mil espanhóis perderam a vida no levantamento e nos fuzilamentos subsequentes.

### Consequências
O sangue derramado inflamou os ânimos e deu o sinal de começo da luta em toda a Espanha contra as tropas invasoras. Em 2 de maio à tarde, na vila de Móstoles, perante as notícias trazidas pelos fugitivos da repressão na capital, um político, Juan Pérez Villamil, Secretário do Almirantado e Fiscal do Supremo Conselho da Guerra, mandou aos prefeitos da povoação (Andrés Torrejón e Simón Hernández) assinar um bando no qual todos os espanhóis eram chamados a empunharem as armas contra do invasor, começando por acudir ao socorro da capital. Esta ordem faria, indiretamente, começar o levantamento geral, cujos primeiros movimentos, embora posteriormente suspensos, foram os que promoveram o corregedor de Talavera de la Reina, Pedro Pérez de la Mula, e o prefeito Maior de Trujillo, Antonio Martín Rivas. Ambas as autoridades alistaram voluntários, com víveres e armas, e a mobilização de tropas, para auxiliar a capital.

### Dois de maio atualmente

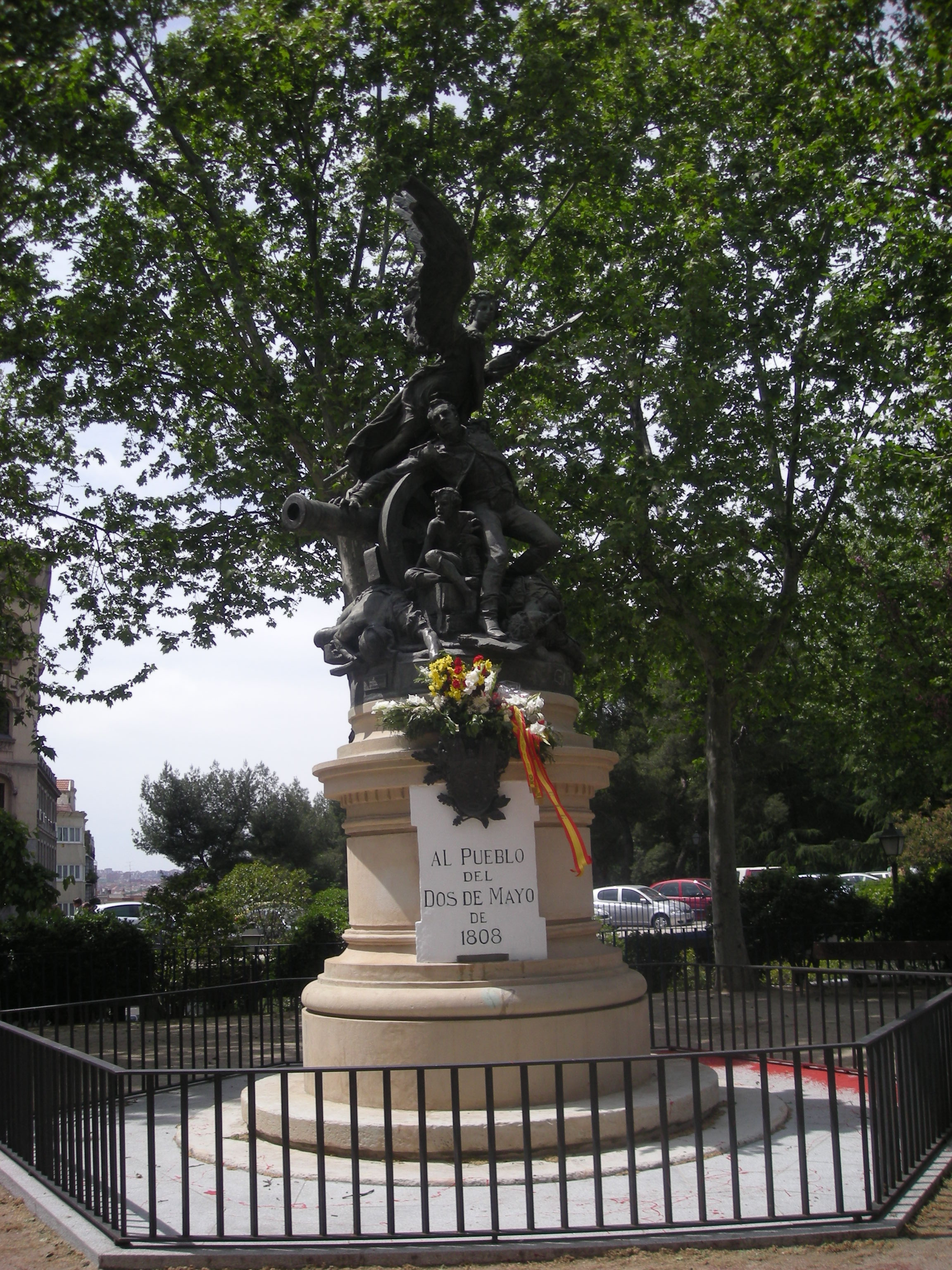
Monumento aos Heróis do Dois de Maio, de Aniceto Marinas (1908)

Os acontecimentos de Dois de maio costumam receber homenagens todos os aniversários. Ademais celebra-se o Dia da Comunidade de Madrid. Entre as homenagens cabe destacar-se as celebradas no Primeiro Centenário em 1908, com a inauguração do conjunto escultórico de bronze Heróis de Dois de Maio, do escultor Aniceto Marinas, por parte do rei Afonso XIII; e as celebrações do Segundo Centenário em 2008. Estas últimas estiveram protagonizadas por um espetáculo na Praça de Cibeles do grupo teatral La Fura dels Baus, no qual narravam os antecedentes históricos do Levantamento e os fuzilamentos de 3 de maio. Também se efetuaram outras atividades culturais, tanto na capital quanto em Móstoles, como a colocação de uma oferenda floral aos heróis de 2 de maio no Cemitério da Florida, um desfile na Puerta del Sol com a colocação de uma coroa de flores às placas de agradecimento aos que lutaram a  2 de maio de 1808, bem como aos cidadãos que ajudaram as vítimas do atentado de 11 de março de 2004, e uma cerimônia de entrega de prémios na Sede da Presidência da Comunidade de Madrid.
Uma emotiva celebração é realizada na própria casa de Pedro Velarde, em Muriedas (Cantábria), na qual todos os vizinhos, com as autoridades do município e do governo regional de Cantábria, reúnem-se no seu jardim:  uma missa é celebrada em sua memória, recorda-se o herói e faz-se uma oferenda floral. Do mesmo modo em Sevilha, berço de Daoíz, um destacamento de artilharia rende honras frente à sua estátua, que preside a central Praça de Dois de Maio.